# Villodre

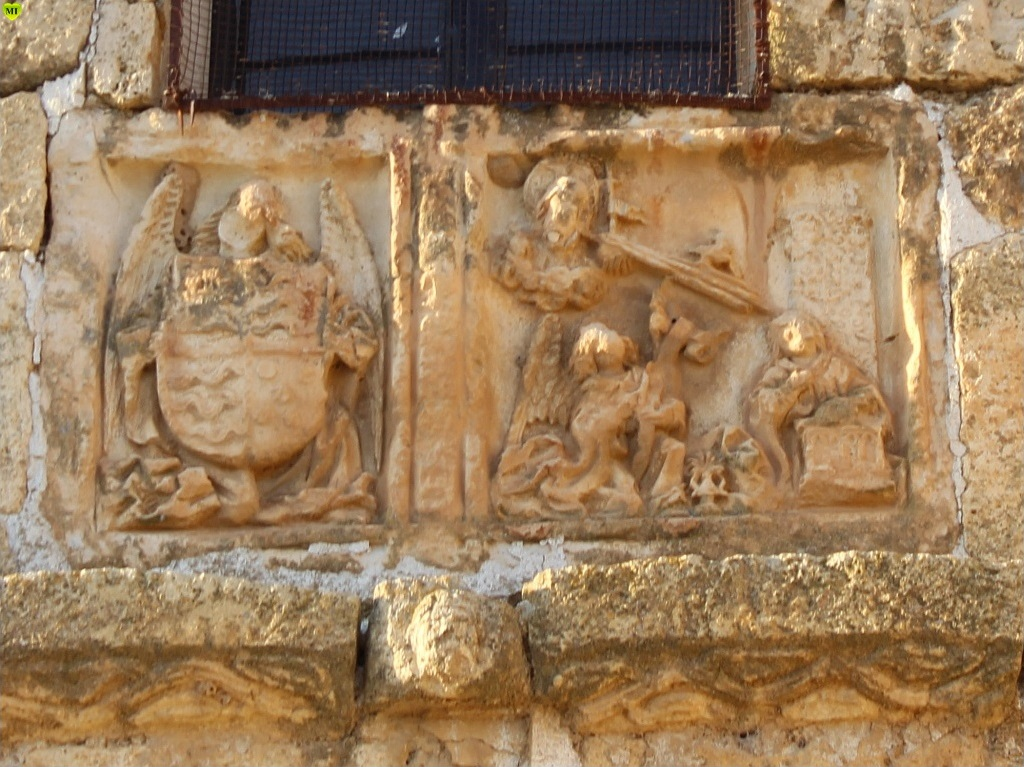
En la fachada de la iglesia

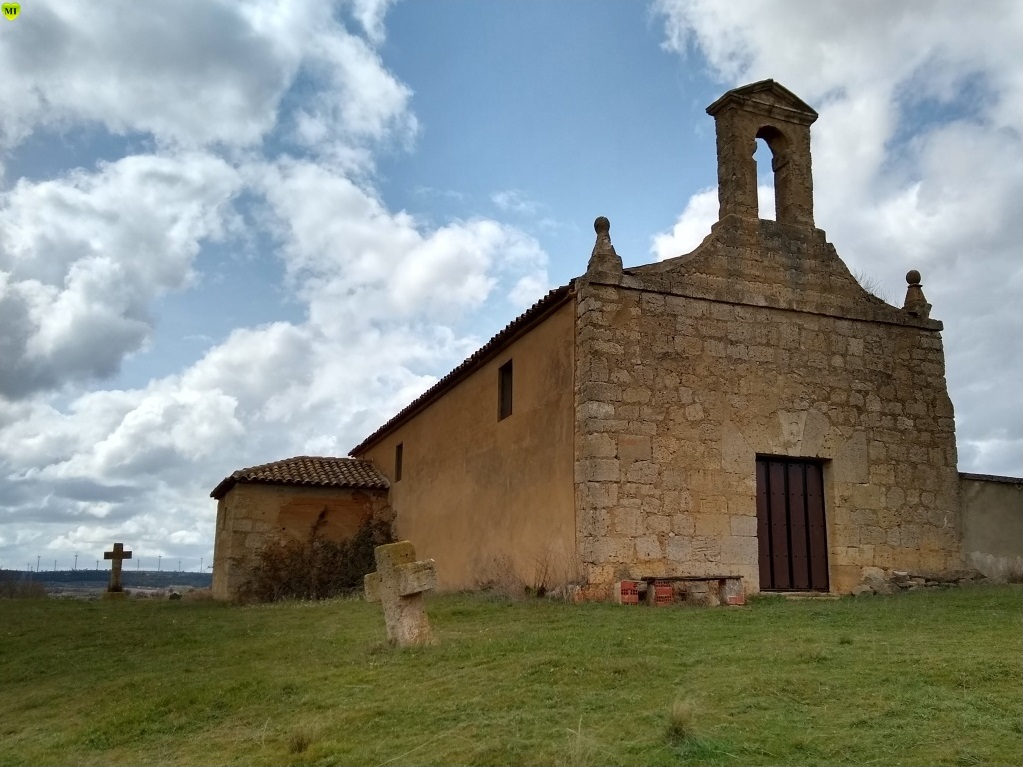
Ermita

Villodre es un municipio y localidad de la provincia de Palencia (España), a 770 m de altitud, situado entre Melgar de Yuso y Astudillo, a 34 km de Palencia, y perteneciente a la comarca de El Cerrato.
El municipio tiene una superficie de 8,7 km² y una población de 17 habitantes (2019).
La actividad principal es la agrícola (cereales y legumbres).
Se especula que esta pequeña villa fuera la Autrarca Vaccea. El 
Becerro de las Behetrías de Castilla (1352) dice Villa Odre y el Becerro de los Beneficios de la Catedral de Palencia (1345) ya dice Villodre. 
En el siglo XII Villodre pertenecía al Alfoz de Astudillo y posteriormente a la merindad de Castrojeriz y luego a la de El Cerrato.
En el XVIII, era villa de realengo, perteneciente al Partido de las Nueva Villas de Palencia.
En el XV había en la villa una torre y palacio de la casa señorial de la Vega.
La iglesia parroquial es de origen románico, pero la mayor parte es del XV con reformas del XVII, está dedicada a San Román Abad.
Esta iglesia posee un retablo mayor rococó del siglo XVIII y los sepulcros de los García Fernández (siglo XV) y las estatuas yacentes de los Martín Fernández de la Riva. 
La fiesta patronal es el 22 de mayo, San Román.
Se celebra también la fiesta del rosario el segundo domingo de octubre.

## Historia

### SigloXIX
Así se describe a Villodre en la página 314 del tomo XVI del Diccionario geográfico-estadístico-histórico de España y sus posesiones de Ultramar, obra impulsada por Pascual Madoz a mediados del siglo XIX:

VILLODRE

Villa con ayuntamiento en la provincia y diócesis de Palencia (6 leguas), partido judicial de Astudillo (3/4), audiencia territorial y capitanía general de Valladolid (14).
Situada en una altura, al extremo E de la provincia y en la margen derecha del río Pisuerga; su clima es poco frío, bien ventilado y sano, aunque sujeto a intermitentes.
Consta de 44 casas, algunas de ellas regulares; la calle que divide al pueblo en dos barrios es bastante ancha; no tiene escuela, y solo un vecino del pueblo enseña gratuitamente a los niños los primeros rudimentos de leer, escribir y doctrina cristiana; las aguas de que se surten son de las del río citado; en el centro del pueblo se halla la iglesia parroquial (San Román) servida por un cura de primer ascenso y un sacristán.
El término confina con los de Astudillo, Pedrosa, Melgar de Yuso y río Pisuerga, que baña su terreno, que es de mediana calidad.
Los caminos se hallan en mediano estado.
Producciones: trigo, centeno, vino y algunas legumbres.
Industria: la agrícola, y las mujeres se ocupan en hilar para las fábricas de paños de Astudillo.
Comercio: la exportación del sobrante de sus productos, y la importación de algunos artículos de primera necesidad.
Población: 30 vecinos, 156 almas.

Capital productivo: 72.900 reales. Imponible: 3.515. El presupuesto municipal no tiene cuota fija.

## Geografía humana

### Demografía
Cuenta con una población de 24 habitantes (INE 2024).

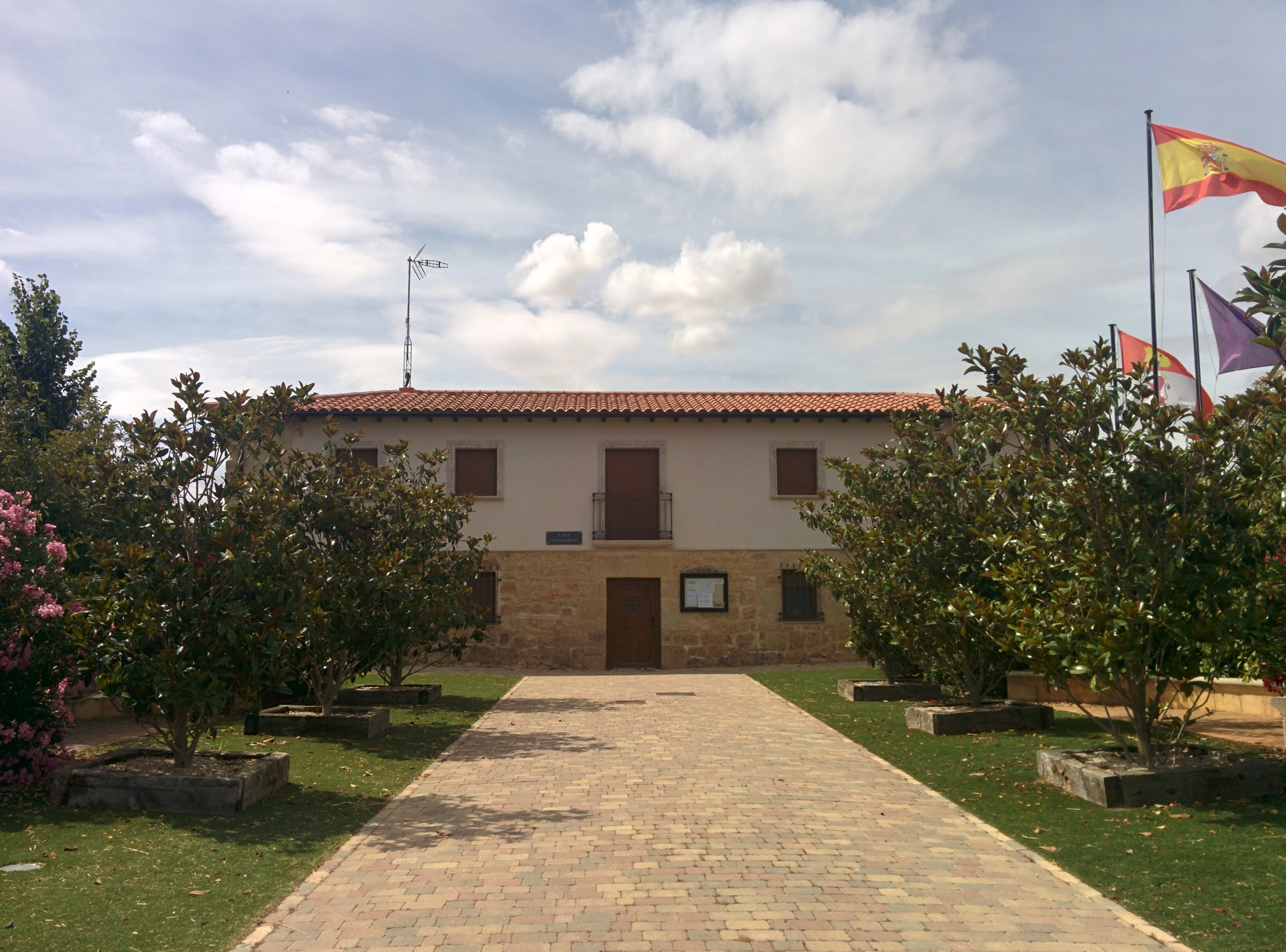
Casa consistorial

| Gráfica de evolución demográfica de Villodre entre 1842 y 2021                                                        |
| |
| Población de derecho según los censos de población del INE. Población de hecho según los censos de población del INE. |

| 1900 | 1910 | 1920 | 1930 | 1940 | 1950 | 1960 | 1970 | 1981 | 1991 | 2019 | 2022 |
| 213  | 187  | 173  | 163  | 152  | 150  | 141  | 103  | 81   | 49   | 18   | 17   |

| Año  | Hombres | Mujeres | Total |
| ---- | ------- | ------- | ----- |
| 1991 |         |         | 52    |
| 1996 | 30      | 20      | 50    |
| 1999 | 28      | 20      | 48    |
| 2000 | 27      | 19      | 46    |
| 2001 | 27      | 18      | 45    |
| 2002 | 27      | 15      | 42    |
| 2003 | 26      | 13      | 39    |
| 2004 | 24      | 12      | 36    |
| 2005 | 24      | 11      | 35    |
| 2019 | 11      | 7       | 18    |
| 2022 | 10      | 7       | 17    |